# Касама (княжество)

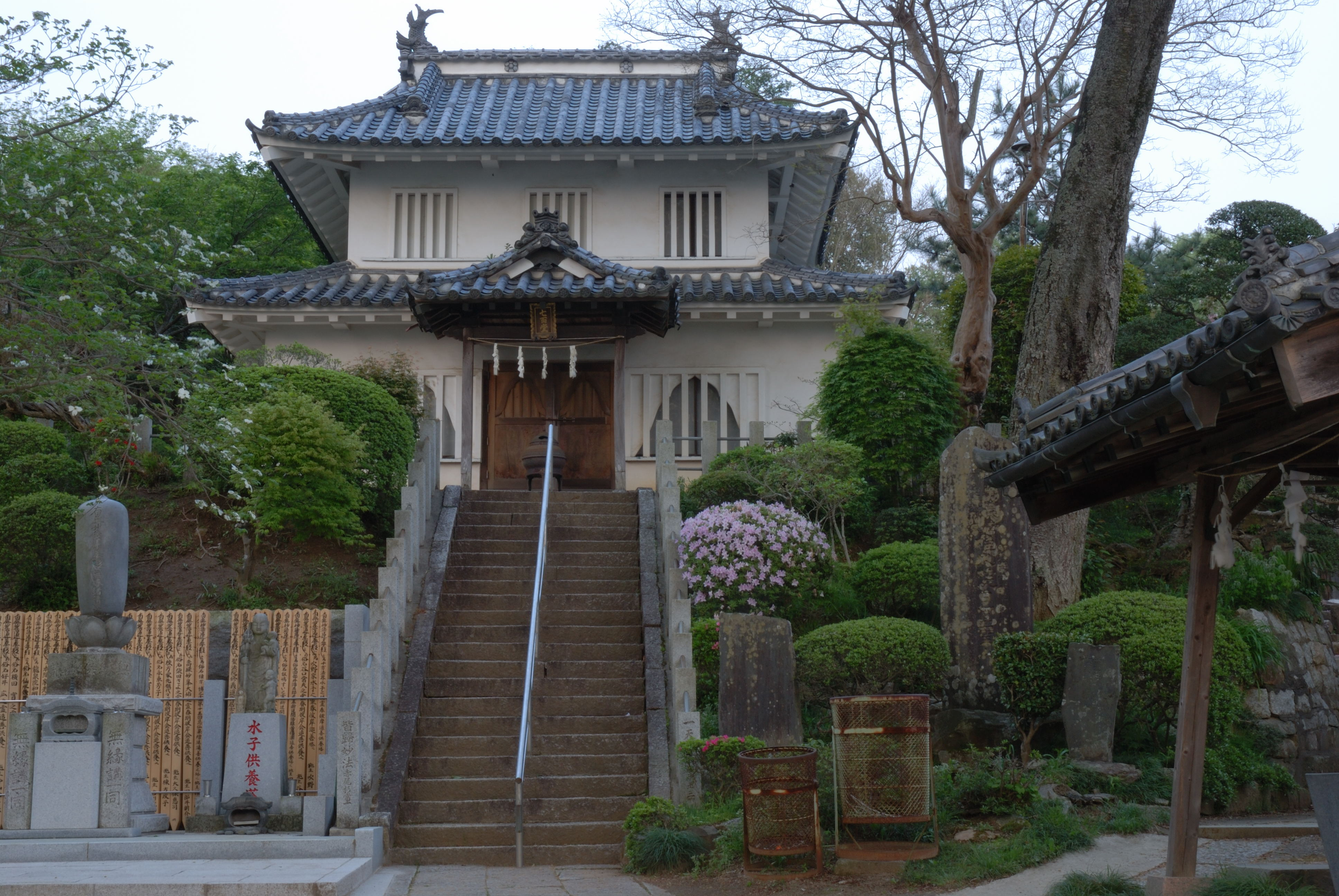
Угловая башня в замке Касама

Княжество Касама (яп. 笠間藩 Касама-хан) — феодальное княжество (хан) в Японии периода Эдо (1601—1871), в провинции Хитати региона Токайдо на острове Хонсю (современная префектура Ибараки).

## Краткая история
Административный центр княжества: замок Касама в провинции Хитати
Доход хана:
- 1601—1616 годы — 30 000 коку риса
- 1617—1622 годы — 32 000 коку
- 1622—1645 годы — 53 500 коку риса
- 1645—1692 годы — 50 000 коку
- 1692—1702 годы — 40 000 коку риса
- 1702—1747 годы — 50 000 коку
- 1747—1871 годы — 80 000 коку риса

Княжество Касама было создано в 1601 году. Его первым правителем стал Мацудайра (Мацуи) Ясусигэ (1568—1640), вассал Токугава Иэясу, ранее владевший Кисаи-ханом (провинция Мусаси). В 1608 году он был переведен из Касамы в Яками-хан (провинция Тамба).
В 1608—1609 годах Касама-ханом владел Огасавара Ёсицугу (1548—1616), бывший правитель Сакура-хана (провинция Симоса). В 1609—1612 годах княжество находилось под прямым управлением бакуфу.
В 1612 году третьим правителем княжества был назначен Мацудайра Ясунага (1562—1633), ранее владевший Кога-ханом (провинция Симоса). В 1616 году он был переведен в Такасаки-хан (провинция Кодзукэ). В 1617 году Касама-хан с доходом 35 000 коку был передан Нагаи Наокацу (1563—1625), бывшему владельцу Обата-хана (провинция Кодзукэ). В 1622 году Нагаи Наокацу был переведен в Кога-хан.
В 1622 году Касама-хан был передан во владение Асано Нагасигэ (1588—1632), ранее владевший княжеством Макабэ (провинция Хитати). В 1622 году ему наследовал сын Асано Наганао (1610—1672), который в 1645 году был переведен в Ако-хан (провинция Харима).
В 1645 году княжество Касама было передано рода Иноуэ. В 1645 году первым владельцем хана стал Иноуэ Масатоси (1606—1675), бывший правитель Ёкосука-хана (провинция Тотоми). В 1669 году Иноуэ Масатоси передал власть в княжестве своему старшему сыну Иноуэ Масато (1630—1701). В 1692 году его перевели из Касамы в Хатиман-хан (провинция Мино).
В 1692 году Касима-хан получил во владение Хондзё Мунэсукэ (1629—1699), ранее управлявший Асикага-ханом (провинция Симоцукэ). В 1699 году ему наследовал второй сын Мацудайра (Хондзё) Сукэтоси (1660—1723), в 1702 году переведенный в домен Хамамацу-хан (провинция Тотоми).
В 1702—1747 годах княжеством Касама вторично владел род Иноуэ. В 1702 году в Касаму был переведен Иноуэ Масаминэ (1653—1722), сын Иноуэ Масато, до этого правивший ханами Камеяма (провинция Тамба) и Симодатэ (провинция Хитати). В 1722 году ему наследовал приемный сын Иноуэ Масаюки (1696—1737). В 1737—1747 годах доменом владел его старший сын Иноуэ Масацунэ (1725—1766). В 1747 году Масацунэ был переведен из Касамы в Ивакитайра-хан (провинция Муцу).
В 1747—1871 года Касама-ханом управлял род Макино. Первым правителем княжества стал Макино Садамити (1707—1749), ранее владевший Нобэока-ханом (провинция Хюга). Его потомки правили в княжестве вплоть до 1871 года.
Касама-хан был ликвидирован в 1871 году.

## Правители княжества
- Род Мацудайра (ветвь Мацуи), 1601—1608 (фудай-даймё)

| № | Имя               | Имя       | Годы правления | Годы жизни  | Примечания                    |
| - | ----------------- | --------- | -------------- | ----------- | ----------------------------- |
| 1 | Мацудайра Ясусигэ | 松平 康重 | 1601 — 1608    | 1568 — 1640 | Сын Мацудайры (Мацуи) Ясутики |

- Род Огасавара), 1608—1609 (фудай-даймё)

| № | Имя               | Имя        | Годы правления | Годы жизни  | Примечания              |
| - | ----------------- | ---------- | -------------- | ----------- | ----------------------- |
| 1 | Огасавара Ёсицугу | 小笠原吉次 | 1608 — 1609    | 1548 — 1616 | Внук Огасавара Нагатоки |

- Род Мацудайра (ветвь Тода), 1612—1616 (фудай-даймё)

| № | Имя               | Имя      | Годы правления | Годы жизни  | Примечания                |
| - | ----------------- | -------- | -------------- | ----------- | ------------------------- |
| 1 | Мацудайра Ясунага | 松平康長 | 1612 — 1616    | 1562 — 1633 | Старший сын Тода Тадасигэ |

- Род Нагаи, 1617—1622 (фудай-даймё)

| № | Имя           | Имя      | Годы правления | Годы жизни  | Примечания            |
| - | ------------- | -------- | -------------- | ----------- | --------------------- |
| 1 | Нагаи Наокацу | 永井直勝 | 1617 — 1622    | 1563 — 1625 | Вассал Токугава Иэясу |

- Род Асано, 1622—1645 (тодзама-даймё)

| № | Имя            | Имя      | Годы правления | Годы жизни  | Примечания                    |
| - | -------------- | -------- | -------------- | ----------- | ----------------------------- |
| 1 | Асано Нагасигэ | 浅野長重 | 1622 — 1632    | 1588 — 1632 | Третий сын Асано Нагамаса     |
| 2 | Асано Наганао  | 浅野長直 | 1632 — 1645    | 1610 — 1672 | Сын и преемник Асано Нагасигэ |

- Род Иноуэ, 1645—1692 (фудай-даймё)

| № | Имя            | Имя      | Годы правления | Годы жизни  | Примечания                            |
| - | -------------- | -------- | -------------- | ----------- | ------------------------------------- |
| 1 | Иноуэ Масатоси | 井上正利 | 1645 — 1669    | 1606 — 1675 | Старший сын Иноуэ Масанари            |
| 2 | Иноуэ Масато   | 井上正任 | 1669 — 1692    | 1630 — 1701 | Старший сын и преемник Иноуэ Масатоси |

- Род Мацудайра, 1692—1702 (фудай-даймё)

| № | Имя                | Имя      | Годы правления | Годы жизни  | Примечания                            |
| - | ------------------ | -------- | -------------- | ----------- | ------------------------------------- |
| 1 | Хондзё Мунэсукэ    | 本庄宗資 | 1692 — 1699    | 1629 — 1699 | Второй сын Хондзё Мунэмаса            |
| 2 | Мацудайра Сукэтоси | 松平資俊 | 1699 — 1702    | 1660 — 1723 | Второй сын и преемник Хондзё Мунэсукэ |

- Род Иноуэ, 1702—1747 (фудай-даймё)

| № | Имя            | Имя      | Годы правления | Годы жизни  | Примечания                           |
| - | -------------- | -------- | -------------- | ----------- | ------------------------------------ |
| 1 | Иноуэ Масаминэ | 井上正岑 | 1702 — 1722    | 1653 — 1722 | Второй сын Иноуэ Масато              |
| 2 | Иноуэ Масаюки  | 井上正之 | 1722 — 1737    | 1696 — 1737 | Приемный сын Иноуэ Масаминэ          |
| 3 | Иноуэ Масацунэ | 井上正経 | 1737 — 1747    | 1725 — 1766 | Старший сын и преемник Иноуэ Масаюки |

- Род Макино, 1747—1871 (фудай-даймё)

| № | Имя              | Имя      | Годы правления | Годы жизни  | Примечания                            |
| - | ---------------- | -------- | -------------- | ----------- | ------------------------------------- |
| 1 | Макино Садамити  | 牧野貞通 | 1747 — 1749    | 1707 — 1749 | Старший сын Макино Нарисада           |
| 2 | Макино Саданага  | 牧野貞長 | 1749 — 1796    | 1733 — 1796 | Третий сын и преемник Макино Садамити |
| 3 | Макино Садахару  | 牧野貞喜 | 1792 — 1817    | 1758 — 1822 | Старший сын Макино Саданага           |
| 4 | Макино Садамото  | 牧野貞幹 | 1817 — 1828    | 1787 — 1828 | Второй сын и преемник Макино Садахару |
| 5 | Макино Садакадзу | 牧野貞一 | 1828 — 1840    | 1815 — 1840 | Второй сын Макино Садамото            |
| 6 | Макино Садакацу  | 牧野貞勝 | 1840 — 1841    | 1824 — 1841 | Шестой сын Макино Садамото            |
| 7 | Макино Садахиса  | 牧野貞久 | 1841 — 1850    | 1836 — 1850 | Старший сын Макино Садакадзу          |
| 8 | Макино Саданао   | 牧野貞直 | 1851 — 1868    | 1831 — 1887 | Приемный сын Макино Садахиса          |
| 9 | Макино Садаясу   | 堀田正倫 | 1868 — 1871    | 1857 — 1916 | Старший сын и преемник Макино Саданао |